# Fusobacterium
Fusobacterium é um género de bactérias anaeróbicas, gram-negativas e não-formadoras de esporos, semelhantes aos Bacteroides. As células individuais são bacilos delgados, em forma de bastonete, com extremidades pontiagudas. As cepas de Fusobacterium causam várias doenças humanas, incluindo doenças periodontais, síndrome de Lemierre e úlceras cutâneas tópicos.
Embora fontes mais antigas afirmem que o Fusobacterium faz parte da flora normal da orofaringe humana, o consenso actual é que o Fusobacterium deve sempre ser tratado como um patógeno. F. prausnitzii, um comensal intestinal associado a pacientes saudáveis, foi completamente reclassificado como Faecalibacterium (Clostridiales: Ruminococcaceae) em 2002.

## Relevância clínica
Em 2011, os pesquisadores descobriram que o Fusobacterium floresce nas células do cancro do cólon e costuma estar associado à colite ulcerosa, embora os pesquisadores não tenham determinado se o organismo realmente causa essas doenças ou se simplesmente floresce no ambiente que essas doenças criam. A bactéria é uma grande âncora para biofilmes. É susceptível à clindamicina. Em contraste com Bacteroides spp., Fusobacterium tem um potente lipopolissacarídeo.